# دهستان قره‌قویون جنوبی
دهستان قره‌قویون جنوبی به مرکزیت تازه کند  یکی از دهستان‌های بخش قره قویون شهرستان شوط در استان آذربایجان غربی در کشور ایران است. 
براساس سرشماری مرکز آمار ایران در سال ۱۳۹۵، جمعیت این دهستان برابر با ۴٬۴۲۱ نفر (۱٬۳۴۵ خانوار) بوده‌است. 